# Meridian (Idaho)
Meridian è una città degli Stati Uniti d'America, nella contea di Ada, nello Stato dell'Idaho.
Meridian fa parte dell'area metropolitana della capitale Boise. È la città con il più alto tasso di crescita demografica dell'Idaho. Nel 2000 contava 34.919 abitanti, nel 2007 64.645, nel 2020 117.635.